# Galium angulosum
Galium angulosum är en måreväxtart som beskrevs av Asa Gray. Galium angulosum ingår i släktet måror, och familjen måreväxter. Inga underarter finns listade i Catalogue of Life.